# Velký Pit
Velký Pit (rusky Большой Пит) je řeka v Krasnojarském kraji v Rusku. Je dlouhá 415 km. Povodí řeky má rozlohu 21 700 km².

## Průběh toku
Pramení v Jenisejském krjaži a protéká jím. Ústí zprava do Jeniseje.

## Vodní režim
Zdrojem vody jsou převážně sněhové srážky, ale významnou roli hrají i dešťové. Zamrzá v polovině listopadu a rozmrzá v polovině května.

## Využití
Je splavná pro vodáky. Vodní doprava je možná do přístavu Brjanka.